# 德國國防軍陸軍第363步兵師
德國國防軍陸軍第363步兵師（德語：363. Infanterie-Division）是納粹德國國防軍陸軍的一個步兵師。該師於1943年11月組建。
該師組建後，一直在西線作戰。
該師於1944年8月法萊斯包圍戰期間遭受重創，同年9月改編為第363國民擲彈兵師（德語：363. Volksgrenadier-Division）。該師改編後，繼續在西線作戰。
該師最後於1945年4月在魯爾口袋被殲。

## 註腳
1. ↑  Mitcham（2007年）